# Crémant de Die
Le crémant de Die est un vin effervescent d'appellation d'origine contrôlée produit dans le vignoble de la vallée du Rhône, dont le terroir se situe dans la vallée de son affluent la Drôme.

## Histoire

### Antiquité au Moyen Âge

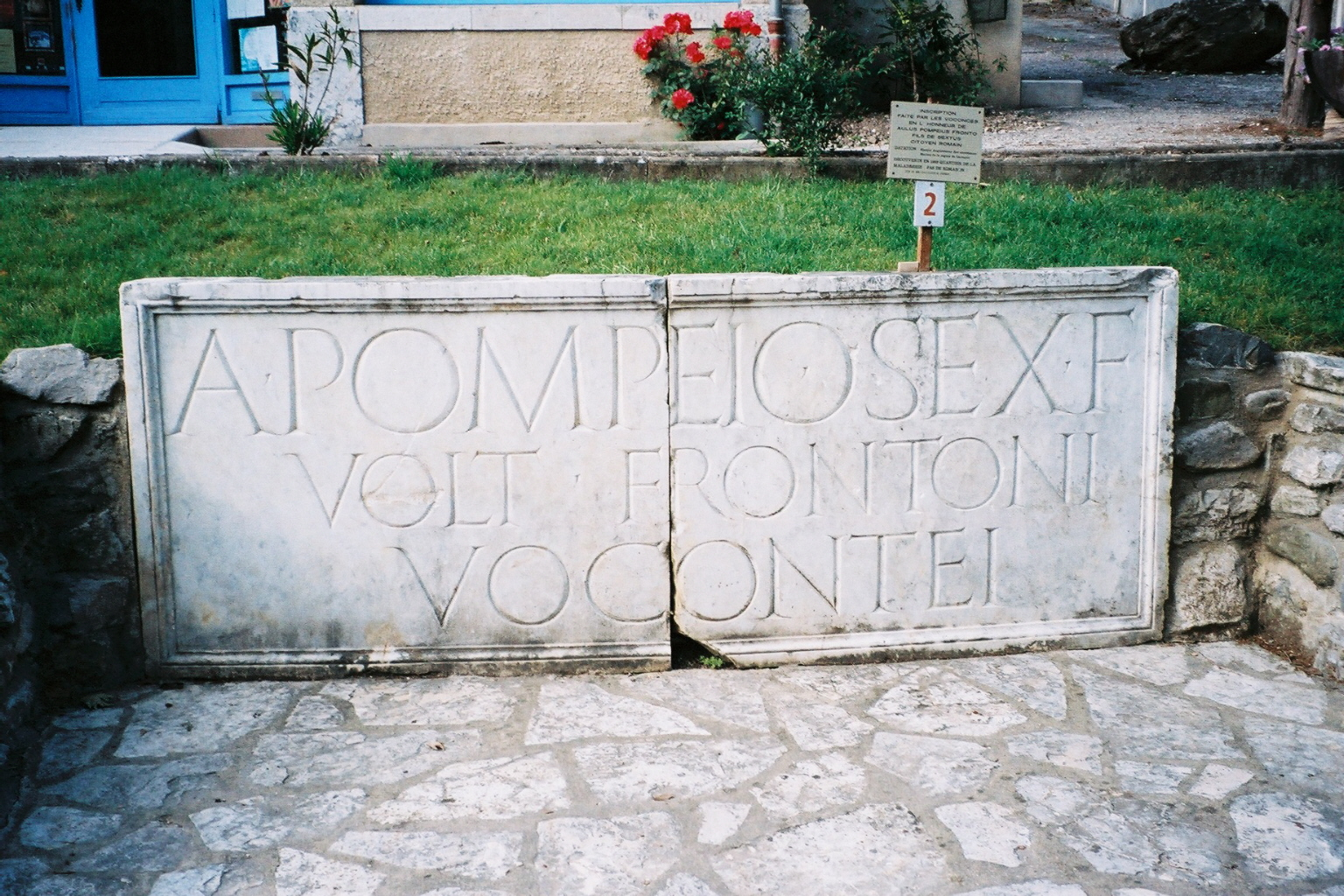
Inscription latine d'époque romaine découverte à Saillans (Drôme) et élevée par les Voconces en l'honneur d'un de leurs notables. Ref.

L’installation de la vigne par la vallée du Rhône et ses proches vallées eut lieu au moment de la colonisation romaine (IIe siècle avant notre ère). Dans la vallée de la Drôme était une partie du territoire des Voconces, peuple gaulois dont les principales cités furent Luc-en-Diois (Lucus Augusti ) puis Die (Dea Augusta Vocontiorum ). 
Pline l'Ancien (77 de notre ère) donne dans son Histoire Naturelle un témoignage sur l’existence de vins réputés produits au pays des Voconces : un vin doux (vinum dulce) et un vin pétillant (aigleucos), dont on arrêtait la fermentation en plongeant les dolia (jarres de vin) dans l’eau froide, jusqu’à l’hiver,.

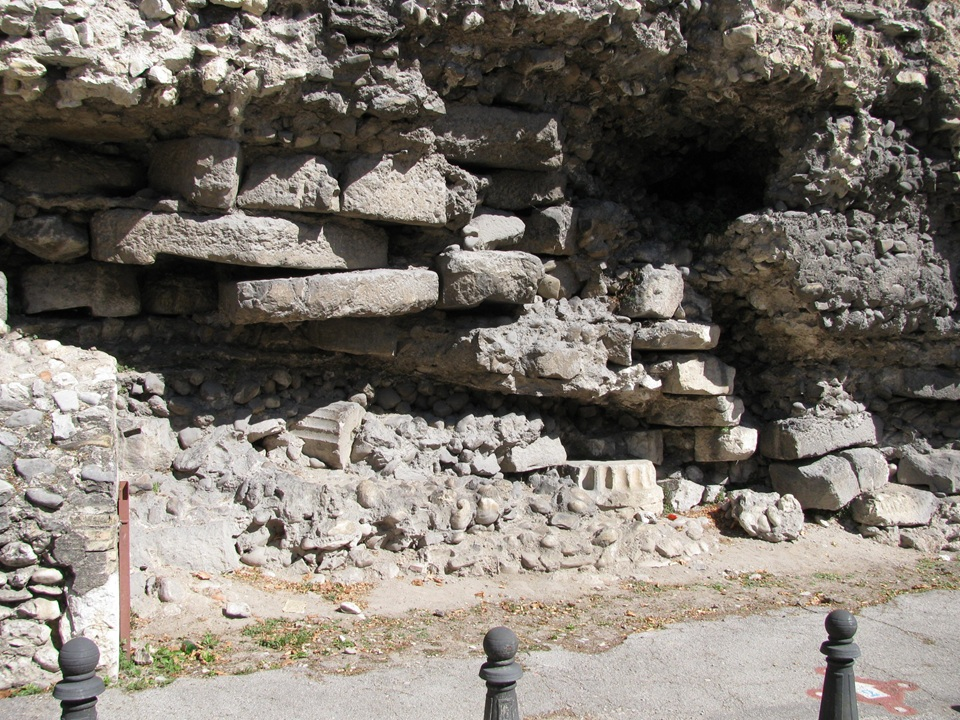
Base de la muraille gallo-romaine en matériaux de réemploi (boulevard du Cagnard à Die)

L’histoire a aussi retenu un sacrifice taurobolique en l’honneur de Liber Pater (dieu du vin) et de l’empereur Philippe. Il fut célébré conjointement le 2 des Calendes d’octobre (30 septembre 245), à Die, par les prêtres de Valence, d’Orange, d’Alba et de Die. Les vestiges archéologiques attestent aussi de la culture de la vigne et du culte rendu au vin. Une frise de la porte Saint-Marcel à Die (IIIe siècle) représente le culte de Liber Pater, et datant de la même période, un couvercle de sarcophage figure des Amours vendangeurs, un fragment de marbre blanc porte, quant à lui, une sculpture en haut relief d’un cep de vigne avec grappes et vendangeur, un bas relief de sarcophage chrétien présente des vendangeurs, enfin des dolia vinaires provenant d’un cellier d’une villa gallo-romaine ont été découvertes à Pontaix.

### Période contemporaine
C'est le seul crémant de la vallée du Rhône. Il s'est substitué aux anciennes appellations de clairette de Die demi-sec et brut. Leur remplacement définitif a eu lieu le 31 décembre 1998. Les premiers vins commercialisés furent ceux de la récolte 1991 après l'agrément d'une dégustation obligatoire. Le cahier des charges de l’appellation a été modifié en février puis en décembre 2024.

## Situation géographique
Ce terroir viticole est située au sud-est de la France dans les Alpes du Sud, il se trouve au pied du massif du Vercors et au bord de la rivière de la Drôme. Le vignoble se trouve à environ une heure (60 km) au sud-est de Valence, préfecture du département. Il se situe sur les coteaux des deux côtés de la Drôme entre 200 et 700 mètres d'altitude. Il a la même délimitation parcellaire que la Clairette de Die.

### Orographie
La vallée de la Drôme est dominée par la montagne de Glandasse à 2 041 mètres, barrière rocheuse massive et raide composant l'extrémité méridionale du Vercors. 

### Climatologie
Le Diois se situe à la frontière des Alpes et de la Provence, ce qui lui donne une grande diversité biologique. Le col du Rousset (altitude 1367 mètres) porte d'entrée nord du Diois en venant du Vercors est considéré comme la frontière géographique et climatique entre Alpes du Nord et Alpes du Sud.
L'été est sec, les journées chaudes mais les nuits toujours fraîches. Sans parler des sommets enneigés tout l'hiver jusqu'au printemps (contreforts du Vercors : Montagne du Glandasse, Réserve Naturelle des Hauts-Plateaux), dans le reste de la vallée l'hiver est froid et souvent neigeux, en particulier du côté du col de la Croix-Haute. L'été les températures peuvent monter jusqu'à 40 degrés et l'hiver descendre à -15 degrés.

## Vignoble

### Présentation

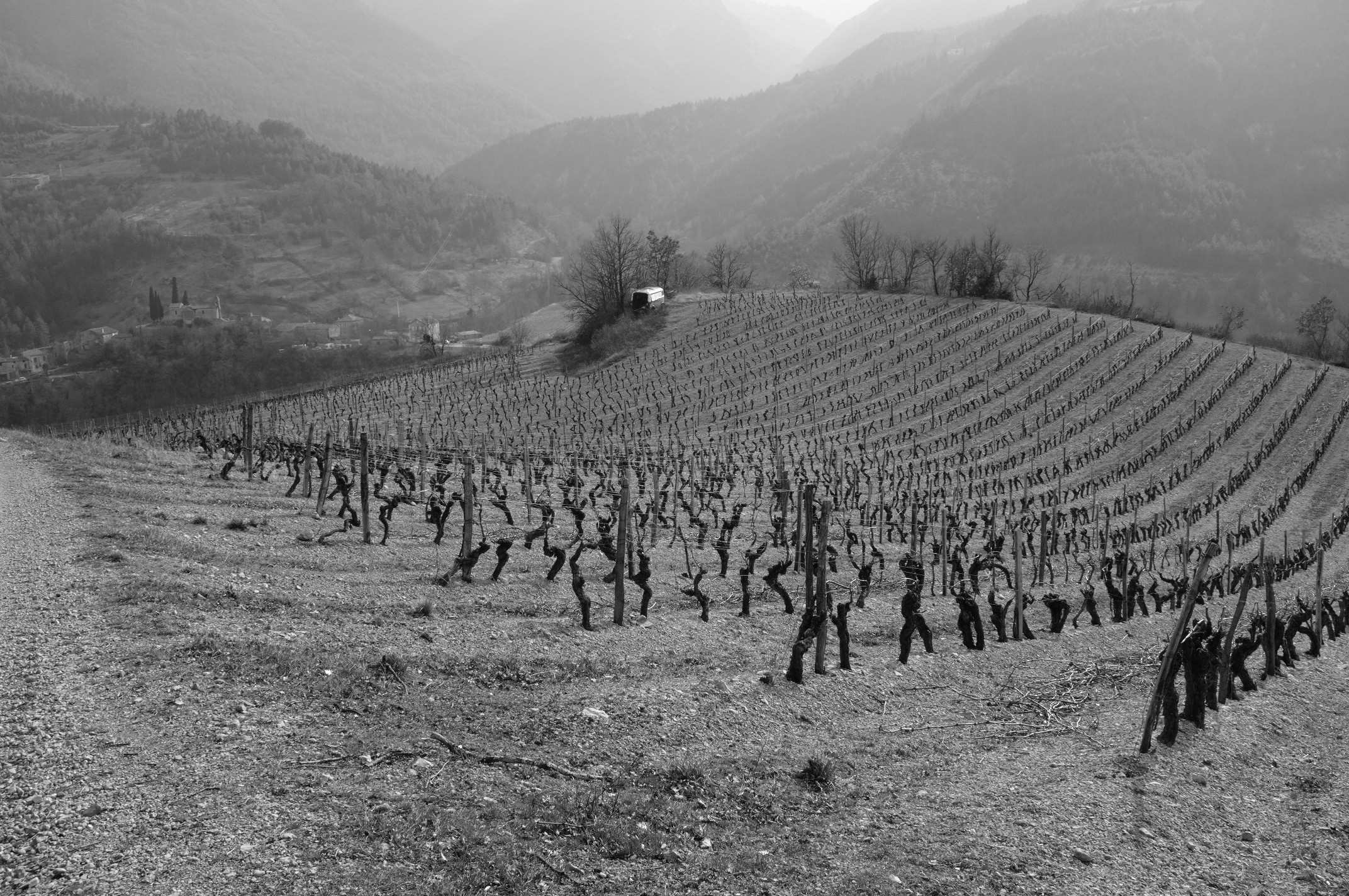
Vignoble à Saint-Benoit-en-Diois

Le vignoble s'étend sur les communes drômoises suivantes :Solaure en Diois (Aix-en-Diois et Molières-Glandaz), Aouste-sur-Sye, Aubenasson, Aurel, Barsac, Barnave, Beaufort-sur-Gervanne, Châtillon-en-Diois, Die, Espenel, Laval-d'Aix, Luc-en-Diois, Menglon, Mirabel-et-Blacons, Montclar-sur-Gervanne, Montlaur-en-Diois, Montmaur-en-Diois, Piégros-la-Clastre, Ponet-et-Saint-Auban, Pontaix, Poyols, Recoubeau-Jansac, Saillans, Saint-Benoit-en-Diois, Saint-Roman, Saint-Sauveur-en-Diois, Sainte-Croix, Suze-sur-Crest, Vercheny et Véronne.

### Encépagement
Les vins sont issus principalement de la clairette B, complété par l'aligoté B ainsi que par un peu de muscat blanc à petits grains B.

### Terroir et vins
C'est un vin élégant à la belle robe d'or pâle et dont la mousse reste fine et légère. Sa bouche beurrée est agrémentée de notes de pomme et de fruits verts d'une grande richesse aromatique avec une jolie pointe de fraîcheur en finale.

### Type de vins et gastronomie

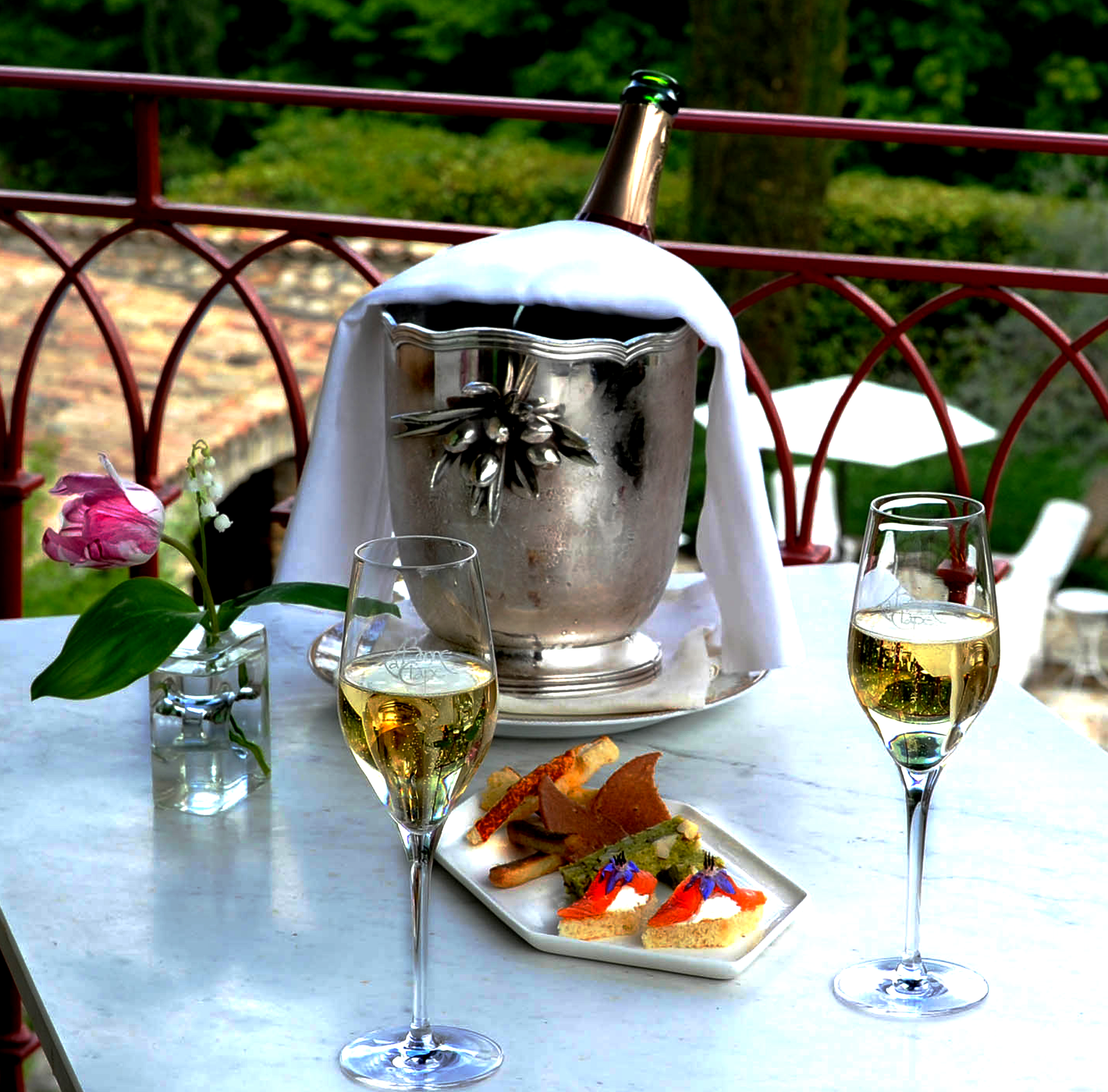
AOC Crémant de Die en apéritif

## Vinification

### La prise de mousse
Elle se fait par la méthode traditionnelle dite de seconde fermentation en bouteille. 